# Carl Ahlefeldt-Laurvig
Carl greve Ahlefeldt-Laurvig (født 10. juni 1887 i København, død 13. juli 1982) var en dansk overretssagfører og forsikringsdirektør.

## Karriere
Han var søn af grev Theodor Ahlefeldt-Laurvig, blev student 1905 fra Gammelholms Latin- og Realskole og cand.jur. 1911, var indtil 1919 assistent i Finansministeriet, mens han arbejdede som advokatfuldmægtig, og blev 1914 overretssagfører. Fra 1918 var Ahlefeldt-Laurvig direktør for assuranceforeningen "Skuld", 1922-23 formand for Den Danske Turistforening, hvor han gennemførte sammenslutningen af de danske turistforeninger i den nye Turistforeningen for Danmark.
Fra 1925 var han tillige direktør for Danske Rederes Retsværn, repræsentant i Danmark for Nordisk Skibsrederforening samt engelske og amerikanske rederiforeninger, redaktør af den internationale domssamling i The Scandinavian Shipping Gazette og Dansk Søfartstidende, medlem af kommissionen angående de nordsjællandske statsskove og Dyrehaven og medlem af Documentary Council Standing Revision Committee under Baltic and International Maritime Conference.
Han var desuden formand for Foreningen til Udgivelse af Danmarks Adels Aarbog, medlem af bestyrelsen for dansk afdeling af Comité Maritime International og International Law Association, korrespondent til Revue de Droit Maritime Comparé og til Maritime Law Association of The United States. Han var bestyrelsesmedlem i adskillige handels- og industriselskaber. 1933 blev han Ridder af Dannebrog.

## Under og efter Besættelsen
Under Besættelsen spillede Ahlefeldt-Laurvig en uheldig rolle som en mand, der ivrigt samarbejdede med Værnemagten. Han var medlem af og syndikus for præsidiet for Det tyske Handelskammer i Danmark og blev i 1940 næstformand i repræsentantskabet for Dansk-Tysk Forening.
Derfor blev hans beskikkelse som overretssagfører efter Befrielsen taget i forvaring den 9. juli 1946, og ved Sagførernævnets kendelse af 3. juli 1947 blev han suspenderet fra sagførervirksomhed i tre år. Ahlefeldt-Laurvig trådte i 1946 tilbage som direktør for Assuranceforeningen Skulds danske afdeling samt som leder af Danske Rederes Retsværn m.m. Indtil 1943 stod Ahlefeldt-Laurvig i Kraks Blå Bog, men udgik af bogen efter sin suspension.

## Ægteskaber
Han blev gift 1. gang 3. juni 1916 i Ordrup Kirke med Agnete Vedel (8. januar 1896 i København – 11. juni 1983), datter af underdirektør ved Orlogsværftet, premierløjtnant Helge Vedel og hustru Charlotte Serene Braëm. Ægteskabet blev opløst. Børn:
1. Elise Marie komtesse Ahlefeldt-Laurvig 
(5. april 1917 på Frederiksberg – 14. juni 2007)
2. Margrethe komtesse Ahlefeldt-Laurvig 
(16. september 1918 i Rungsted – ?)
3. Hans Ditlev Theodor Benedikt greve Ahlefeldt-Laurvig 
(31. august 1919 – 21. februar 1945), Obersturmführer i Frikorps Danmark, SS Panzergrenadier Regiment 24 "Danmark", faldet i kamp.[1]
4. Helge Benedikt greve Ahlefeldt-Laurvig
5. Aagot Agnete Christine Charlotte komtesse Ahlefeldt-Laurvig
6. Marianne komtesse Ahlefeldt-Laurvig 
(24. marts 1926 i Rungsted – 19. juli 2007)

Han blev gift 2. gang 21. april 1934 i Tikøb Kirke med Margarethe "Marga" Poula Theda Gehring (19. februar 1909 i Brandenburg – ?), datter af professor, dr.phil. P. Gehring og hustru Theda Hartmann. Ægteskabet blev opløst 1964. Børn:
1. Gisela Theda komtesse Ahlefeldt-Laurvig 
(4. oktober 1936 i Gentofte – 14. december 2000)
2. Carl Poul Benedikt greve Ahlefeldt-Laurvig